# Monocerotesa viridochrea
Monocerotesa viridochrea là một loài bướm đêm trong họ Geometridae.